# Kashima Kenichiro
Kenichiro Kashima (sinh ngày 8 tháng 2 năm 1980) là một cầu thủ bóng đá người Nhật Bản.

## Sự nghiệp câu lạc bộ
Kenichiro Kashima đã từng chơi cho Urawa Reds.